# Sippskål
Sippskål (Dumontinia tuberosa) är en svampart som först beskrevs av Pierre Bulliard (v. 1742–1793), och fick sitt nu gällande namn av L.M. Kohn 1979. Sippskål ingår i släktet Dumontinia och familjen Sclerotiniaceae.  Arten är reproducerande i Sverige. Inga underarter finns listade i Catalogue of Life.

## Källor

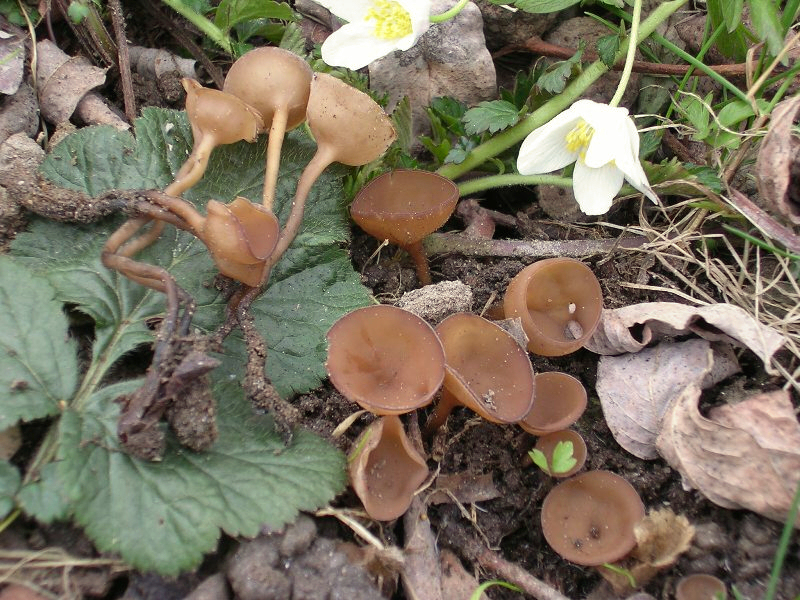